# 史堤芬·盧士圖
史堤芬·盧士圖（丹麥語：Steven Lustü，1971年4月13日—）是一名前丹麥球員，司職中堅，曾九度替國家隊上陣。

## 國家隊生涯
2000年8月16日，丹麥作客對法羅群島的北歐足球錦標賽，盧士圖於比場後段入替希維治，首度為國家隊上陣。

## 榮譽
赫福爾格
- 丹麥超級聯賽冠軍: 1999-2000